# 洛桑灵智多杰
洛桑灵智多杰（藏語：བློ་བཟང་ལྷུན་གྲུབ་རྡོ་རྗེ།，威利转写：blo bzang lhun grub rdo rje，1948年—），青海同德人，藏族，中华人民共和国政治人物，中国共产党党员，第十一届全国人民代表大会甘肃地区代表。
毕业于吉林大学国民经济计划与管理专业。2008年，担任全国人大民族委员会委员，中国藏学研究中心副总干事、甘肃省人大常委会原副主任、党组副书记。